# 몬스터 (2003년 영화)
《몬스터》(영어: Monster)는 2003년 공개된 미국 전기 범죄 드라마 영화로, 연쇄 살인범 아일린 워노스의 생애를 영화화했다. 패티 젱킨스의 첫 장편 영화 연출작이다. 샬리즈 세런이 워노스 역을, 크리스티나 리치가 워노스의 실제 연인 타이리아 무어에 허구를 가미한 셀비 월 역을 연기했다.
2004년 제54회 베를린 국제 영화제 황금곰상 경쟁작이며, 세런이 은곰상 여우주연상을 수상하였다. 세런은 이외에도 제76회 아카데미상, 제61회 골든 글로브상 등 여러 유수한 시상식에서 여우주연상을 받았다.

## 출연진
- 샬리즈 세런 - 아일린 "리" 워노스 역
- 크리스티나 리치 - 셀비 월 역
- 브루스 던 - 토머스 역
- 리 터거슨 - 빈센트 코리 역
- 애니 콜리 - 도나 역
- 프루잇 테일러 빈스 - 진 / 말더듬이 고객 역
- 마코 세인트존 - 에번 / 경찰 고객 역
- 스콧 윌슨 - 호턴 / 마지막 고객 역

## 기타 제작진
- 공동 제작: 브렌트 모리스
- 배역: 펀 캐슬, 마크 멀런, 킴벌리 멀런
- 미술: 에드워드 T. 매커보이
- 의상: 로나 마이어스